# 托旺达 (宾夕法尼亚州)
托旺达（Towanda）是美国宾夕法尼亚州布拉福县的一个自治市镇和县城，位于威尔克斯-巴里西北106公里的萨斯奎哈纳河畔。 这个名字是指阿尔贡基语中的“埋葬地”。 托旺达于1784年建立，于1828年成立，曾经主要以其工业利益而闻名，其中包括面粉，刨和丝绸厂，铸造和机加工厂，染料厂，以及谈话机，切割玻璃，玩具和家具的制造商。 1900年的人口为4,663人，1910年为4,281人。截至2010年人口普查，托旺达人口为2919人。

## 历史
托旺达历史区和布拉福县法院已列入国家史迹名录。